# Valico di Fusine
Il valico di Fusine (in sloveno Rateče, in tedesco Ratschacher Sattel o Weißenfelser Sattel) è  un valico alpino posto a quota 850 m che collega l'Italia e la Slovenia, ed in particolare la frazione di Fusine in Valromana del comune di Tarvisio e l'Insediamento di Rateče appartenente al comune di Kranjska Gora.

## Storia
Vi passava la ferrovia Tarvisio-Lubiana che rimase attiva fino al 1º aprile 1966, attualmente è un percorso ciclo-pedonale.
Dall'11 marzo 2020 le autorità slovene, al fine di prevenire un aumento del numero dei contagi da COVID-19, stante la situazione italiana, decidono di incrementare i controlli sanitari al confine, lasciando aperti solo i valichi più importanti. Il valico di Fusine rimane aperto previo controllo sanitario.
Dal 29 marzo 2021 il valico viene nuovamente chiuso, per colpa dell'epidemia in Slovenia, dopo che nei giorni precedenti ne era già stata limitata l'apertura oraria.

## Geografia

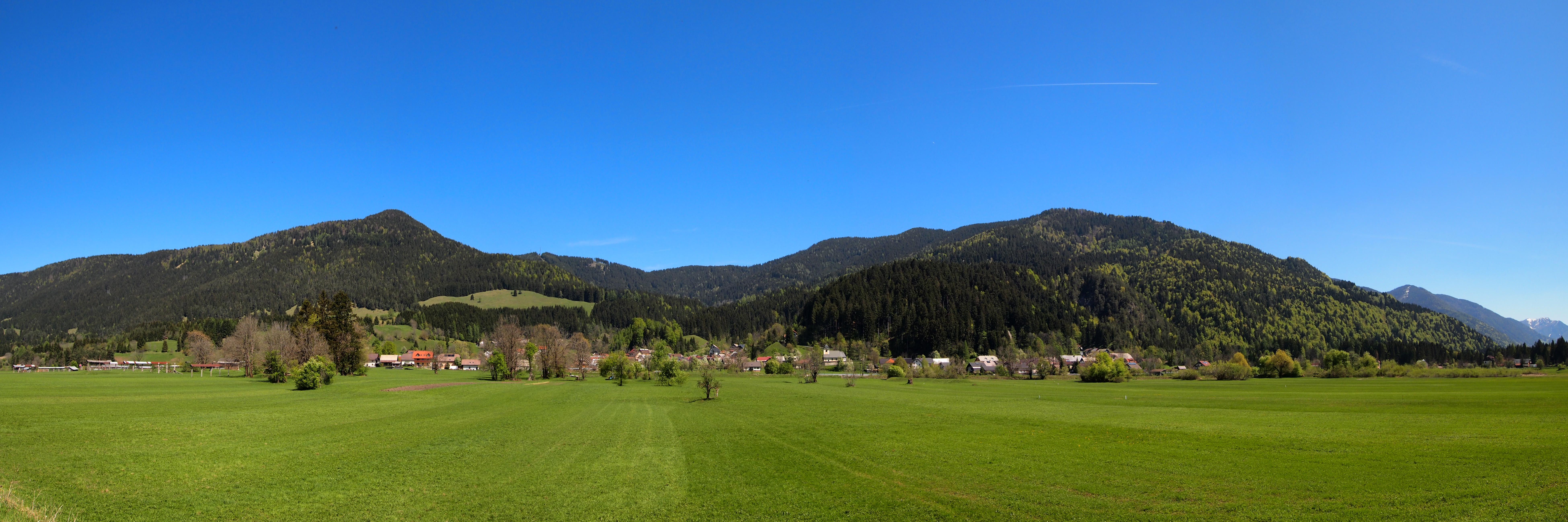
Panorama del valico

Il passo separa le alpi Giulie a sud e le Caravanche a nord. Si trova a 15 km a sud di Villaco a 60 km a nord-est di Udine e a 70 km a nord-ovest di Lubiana, mentre Arnoldstein è 6 km più a nord.
In inverno il valico è uno dei posti più freddi di tutta la regione Friuli-Venezia Giulia . Dal 2009 si sta conducendo un monitoraggio invernale con  una stazione meteorologica ad alta tecnologia per studiare con maggiore profondità il microclima della zona capace di raggiungere i 30 gradi sotto lo zero. Il valico si raggiunge attraverso la strada statale 54 del Friuli.